# Hipoteza o rijetkoj Zemlji
Hipoteza o rijetkoj Zemlji zagovara tezu da nastanak složenijih višećelijskih organizama (pa i inteligencije) zahtijeva vrlo rijetku kombinaciju astrofizičkih i geoloških događaja i uslova. Teorija zastupa stav da vanzemljski život zahtjeva planetu sličnu Zemlji, sa sličnim uslovima, te da postoji jako malo takvih planeta.
Hipoteza o rijetkoj Zemlji je u suprotnosti sa Kopernikovim principom koji su zagovarali Carl Sagan i Frank Drake, između ostalog. Taj princip navodi da je Zemlja obična stjenovita planeta u tipičnom planetarnom sastavu, koja se nalazi u prosječnoj regiji vrlo čestog tipa prečkaste spiralne galaksije, te je stoga po toj teoriji život vrlo čest u svemiru. Ward i Brownlee pak zagovaraju suprotno: planete, planetarni sastavi i galaktičke regije su onoliko prijateljske složenijem životu kao i na Zemlji, Sunčevom sistemu i Mliječnom putu te su vrlo rijetki. Hipoteza o rijetkoj Zemlji je stoga moguće rješenja za Fermijev paradoks: "Ako je vanzemaljski život čest, zašto ga nismo još nigdje otkrili?